# Ateloglossa erythrocera
Ateloglossa erythrocera là một loài ruồi trong họ Tachinidae.